# Даулеткалиев, Сакан
Сакан Даулеткалиев (каз. Сақан Дәулетқалиұлы; род. 1930 год, село Амангельды) — старший чабан колхоза «Передовик» Индерского района Гурьевской области Гурьевской области, Казахская ССР. Герой  Социалистического Труда (1966). Депутат Верховного Совета Казахской ССР 7-го созыва. Заслуженный работник сельского хозяйства Казахской ССР.
Трудовую деятельность начал 12-летним подростком в 1942 году в колхозе «Передовик» Индерского района. Работал помощником чабана. Позднее был назначен старшим чабаном в этом же колхозе.
В 1957 году бригада Сакана Даулеткалиева вырастила в среднем по 163 ягнят от каждой сотни овцематок, за что он был награждён в 1958 году Орденом Трудового Красного Знамени. В 1960 году принял под своё руководство отару отстающей бригады. В 1961 году было получено в среднем по 111 ягнят от каждой сотни овцематок. В 1962 году показатель сохранённых ягнят достиг в среднем по 167 ягнят от каждой сотни овцематок. За эти выдающиеся трудовые достижения был награждён в 1963 году Орденом Ленина.
В 1965 году было выращено в среднем по 147 ягнят от каждой сотни овцематок. За достигнутые успехи в развитии животноводства, увеличении производства и заготовок мяса, молока, яиц и шерсти и другой продукции удостоен звания Героя Социалистического Труда указом Президиума Верховного Совета СССР от 22 марта 1966 года с вручением ордена Ленина и золотой медали «Серп и Молот».
Избирался депутатом Верховного Совета Казахской ССР VII созыва и делегатом XXIV съезда КПСС.
После окончания сельскохозяйственного техникума работал зоотехником. С 1969 года — заведующий овцеводческой фермой, которой руководил последующие 22 года до выхода на пенсию в 1991 году.
Сочинения
- От 100 овцематок — 163 ягненка [Текст] : [Колхоз «Передовик» Испульского района] / Сакан Даулеткалиев, чабан; [Лит. запись зоотехников Ш. Кубашевой и В. Соловьева] ; М-во сел. хозяйства КазССР. Упр. с.-х. науки и пропаганды. — Алма-Ата : [б. и.], 1959. — 12 с. : ил.; 20 см.

Награды
- Герой Социалистического Труда
- Орден Ленина (1963; 1966)
- Орден Трудового Красного Знамени (1958)